# Дикман, Йеспер
Йеспер Дикман (швед. Jesper Dickman; род. 10 апреля 2001) — шведский футболист, полузащитник «Вернаму».

## Клубная карьера
Футболом начал заниматься в «Мальмё». В сентябре 2019 года перешёл в академию датского «Норшелланна». Через два года был переведён в первую команду клуб. Не сыграв ни одного матча за основной состав в декабре того же года вернулся в Швецию, где заключил двухлетний контракт с «Вернаму», по итогам предыдущего сезона вышедший в Алльсвенскан. 26 феврале 2022 года провёл первый матч за основной состав. В игре группового этапа кубка страны с ГАИС он вышел на поле в стартовом составе и в середине второго тайма был заменён на Хариса Авдиу. 24 октября 2022 года во встрече с «Норрчёпингом» дебютировал в чемпионате Швеции, появившись на поле на 88-й минуте вместо Айдина Зельковича.

## Карьера в сборной
В 2017 году выступал за юношескую сборную Швеции. Дебютировал в её составе 25 апреля в товарищеском матче с Бельгией. Дикман вышел на игру в стартовом составе и на 40-й минуте забил единственный мяч своей сборной, после чего в середине второго тайма покинул поле.

## Клубная статистика
| Выступление      | Выступление      | Выступление      | Лига | Лига | Кубки | Кубки | Конт. кубки | Конт. кубки | Итого | Итого |
| Клуб             | Лига             | Сезон            | Игры | Голы | Игры  | Голы  | Игры        | Голы        | Игры  | Голы  |
| ---------------- | ---------------- | ---------------- | ---- | ---- | ----- | ----- | ----------- | ----------- | ----- | ----- |
| Вернаму          | Алльсвенскан     | 2022             | 1    | 0    | 2     | 0     | 0           | 0           | 3     | 0     |
| Вернаму          | Итого            | Итого            | 1    | 0    | 2     | 0     | 0           | 0           | 3     | 0     |
| Всего за карьеру | Всего за карьеру | Всего за карьеру | 1    | 0    | 2     | 0     | 0           | 0           | 3     | 0     |